# Sandaucourt
Sandaucourt ist eine auf 350 Metern über Meereshöhe gelegene französische Gemeinde im Département Vosges in der Region Grand Est (vor 2016 Lothringen). Sie gehört zum Kanton Mirecourt im Arrondissement Neufchâteau. Sie grenzt im Norden an Longchamp-sous-Châtenois, im Nordosten an La Neuveville-sous-Châtenois, im Osten an Dombrot-sur-Vair, im Süden an Auzainvilliers, im Südwesten an Bulgnéville und Hagnéville-et-Roncourt, im Westen an Ollainville und im Nordwesten an Darney-aux-Chênes. Die Bewohner nennen sich Sanladricurtien(ne)s.

## Bevölkerungsentwicklung
| Jahr      | 1962 | 1968 | 1975 | 1982 | 1990 | 1999 | 2008 | 2019 |
| --------- | ---- | ---- | ---- | ---- | ---- | ---- | ---- | ---- |
| Einwohner | 257  | 225  | 245  | 247  | 204  | 187  | 204  | 168  |

## Sehenswürdigkeiten
- Kirche Saint-Ludomier aus dem 15. Jahrhundert
- Schloss Sandaucourt, Monument historique
- monumentales Flurkreuz, Monument historique

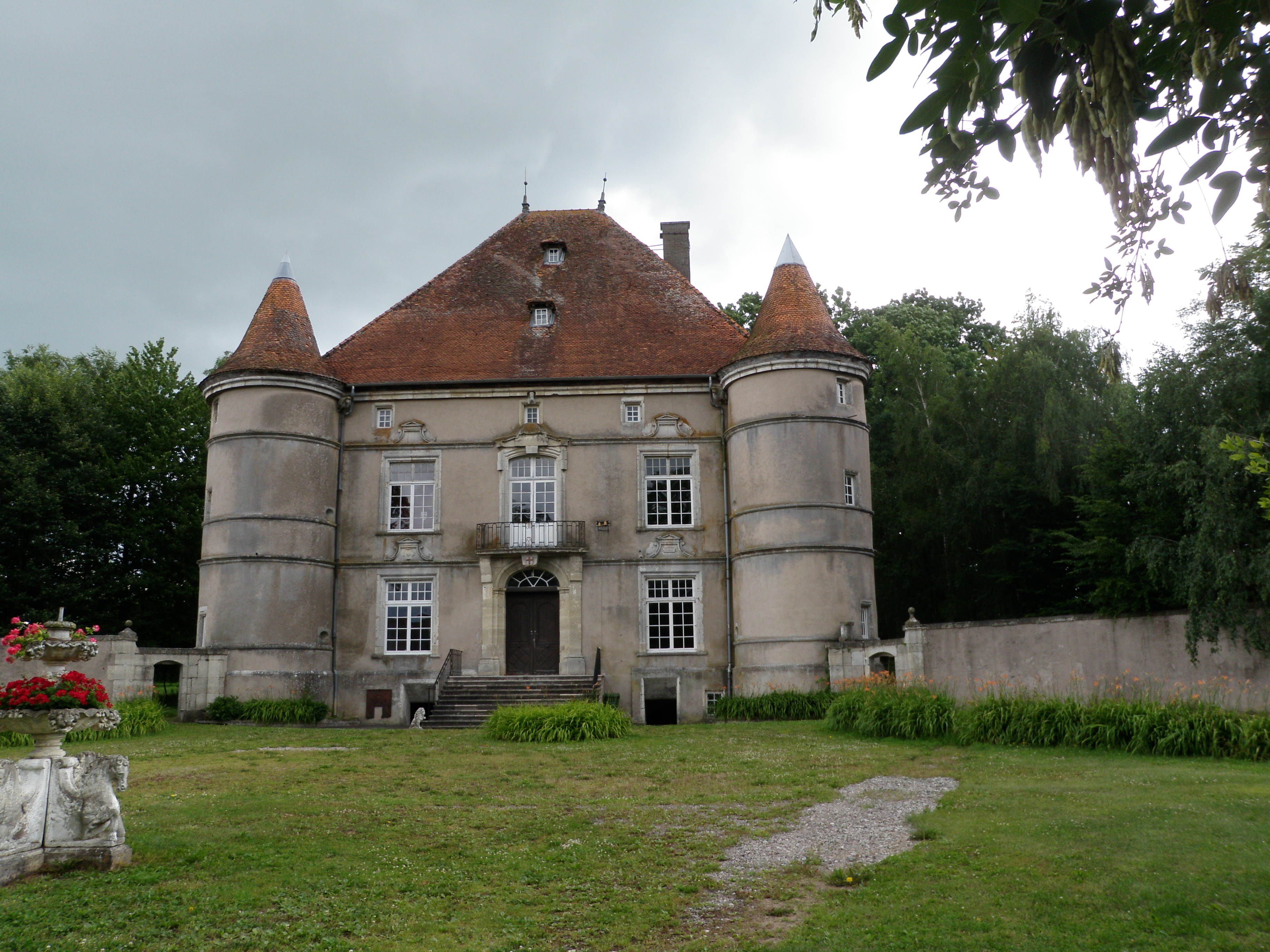
Schloss Sandaucourt
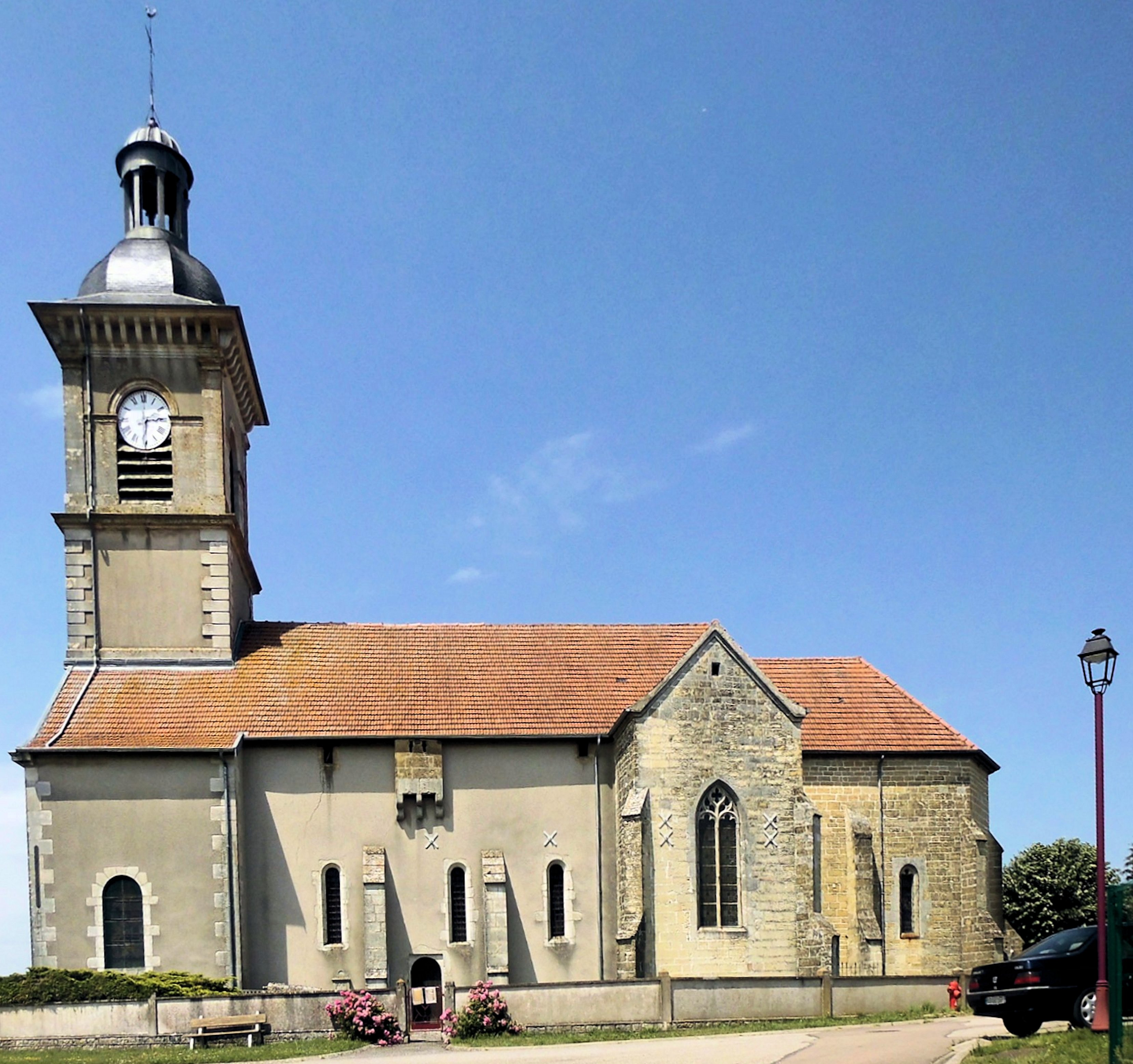
Kirche Saint-Ludomier
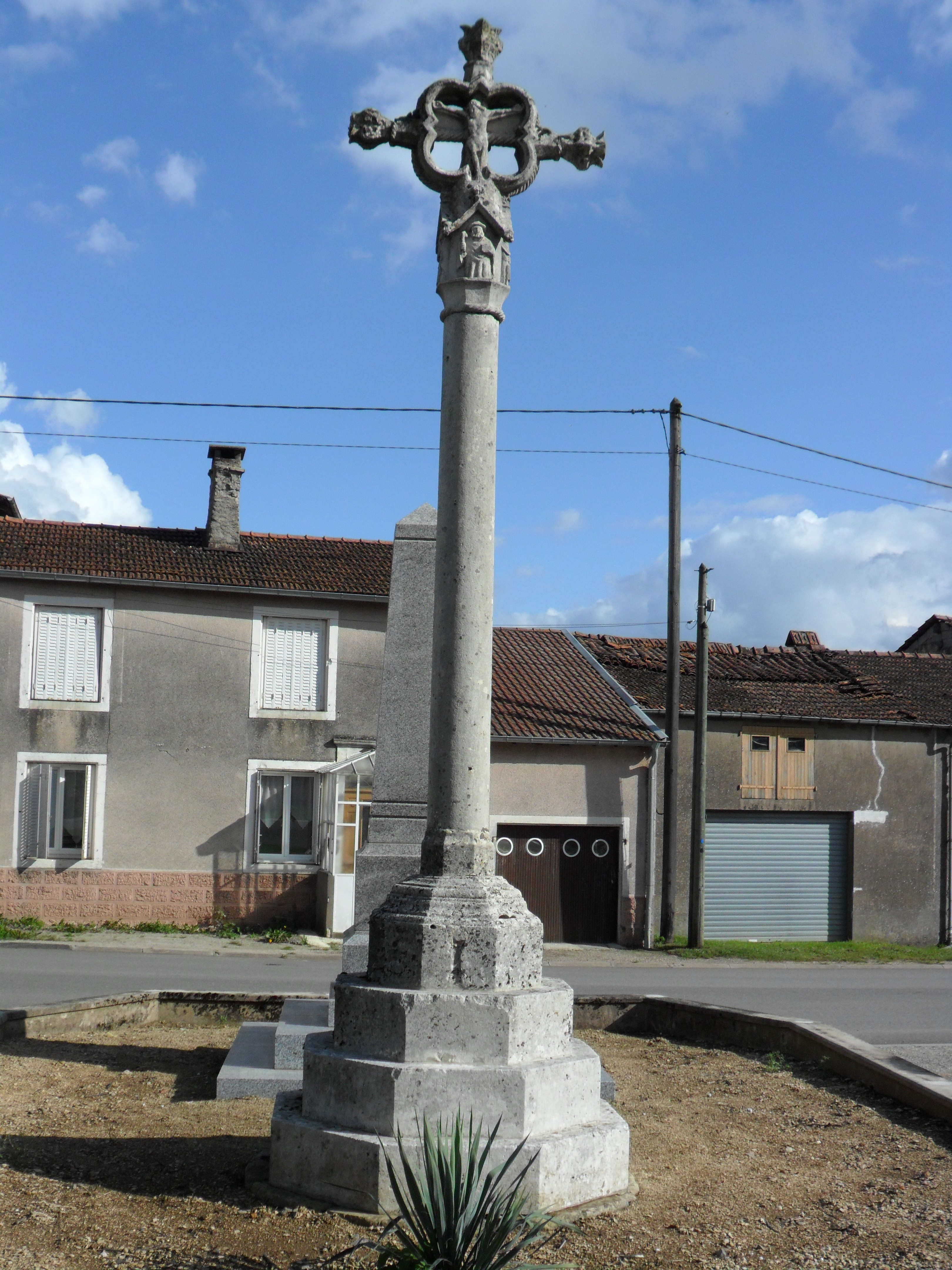